# Lebanon (Ohio)
Lebanon è una località degli Stati Uniti d'America, capoluogo della contea di Warren, nello Stato dell'Ohio.